# 장사의 신 - 객주 2015
《장사의 신 - 객주 2015》는 2015년 9월 23일부터 2016년 2월 18일까지 방영된 KBS 광복 70주년 특별 기획 드라마이다.

## 줄거리
폐문한 천가객주의 후계자 천봉삼이 시장의 여리꾼으로 시작해 상단의 행수와 대객주를 거쳐 거상으로 성공하는 이야기를 그린 작품.

## 개요
KBS의 수목 특별 기획 드라마 '추노'와 '각시탈' 등 두 작품에 걸쳐, 초인적 영웅을 다룬 이야기가 계속되면서, 본 작품에선, 조선 시대를 배경으로 하는 서민들의 경제적 이야기에 방향을 잡게 되었다.
19세기 말. 봉건사회의 붕괴와 함께 양반만이 입신양명을 꿈꾸던 시대에서 벗어나, '그 누구든 꿈을 꿀 수 있는 시대'였다. 남대문, 동대문에 새로운 시장과 수십 개의 점포들이 생겨났고, 일개 보부상이었던 천봉삼이 갖은 역경을 딛고 일어서 조선 최고의 거상이 되었다. 한 때 자유 시장 경제를 토대로 무엇보다 입지전적인 성공의 기회가 살아있는 가능성의 시대였다.
지금 2015년. '돈'이 신이 된 시대로, 거리엔 곳곳에서 쉴 새없이 많은 가게가 문을 열고, 또 문을 닫는다.
서민들의 부에 대한 동경과 쓰나미급 박탈감은 마치 언제 폭발할지 모르는 시한폭탄 같다. 재벌들의 탐욕은 도를 지나쳤고, 부의 사회 환원은 이뤄지지 않았다.
부는 편중되었고, 서민들의 상실감은 커져갔지만, 이 시대의 화두인 '돈'의 가치와 의미를 폐문한 천가객주의의 후계자 천봉삼을 통해 보여주었다.
돈을 벌려면 '먼저 돈을 볼 줄 알아야 하고, 보면 잡을 줄 알아야 하고, 잡으면 갖고 놀 줄 알아야 한다.'라는 등의 돈 버는 방법을 알려주고, 정경유착을 통한 독점 재벌이 어떻게 탄생하며, 7백만 자영업자들을 대표하는 천봉삼이라는 인물에게 어떻게 무너지는지를 보여주고, 하늘이 이 시대에 부자를 내는 이유가 무엇인지를 알 수 있었다.
그리하여 마치 과거의 신분 제도처럼 부가 되물림 되고, 가난이 되물림 되는 자본주의의 병폐 때문에, 자신에겐 미래 조차 없이 꿈 조차 꿀 수도 없고, 스스로를 포기하는 젊은이들과 붕괴된 중산층, 너무 일찍 밀려나버린 가장들에게 희망의 메시지를 주기 위해 광복 70주년 수목 특별 기획 드라마로 기획하였다.
탐욕이 아닌 정의로운 부를 쌓는 장사꾼의 이야기를 다룬 광복 70주년 수목 특별 기획 드라마 '장사의 신 - 객주 2015'는 방송 분량이 평소보다 41부작으로 늦게 끝났다. 이는 '장사의 신 - 객주 2015'의 후속 작품인 '태양의 후예'가 당초 2016년 2월 10일부터 방영할 예정이였다. 근데, 후속작인 '태양의 후예'가 아시아와 태평양, 유럽, 아메리카 등 해외 판권 독점 계약을 위한 사전 심의 기간을 염두에 두고, 편성 공백을 메우기 위해서 41부작으로 늦게 종영한 것이다.

## 등장 인물

### 주요 인물
- 장혁 : 천봉삼 (千奉三) 역 (아역: 조현도)
- 유오성 : 길소개 (吉燒開 / 小介) 역 (아역: 박건태)
- 김민정 : 매월 (梅月) 역 - 해주(海住) → 개똥 → 진령군(眞靈君)
- 한채아 : 조소사 역 - 서린 (曺曙潾). 신석주의 후처

### 천가객주
- 박은혜 : 천소례 (千韶禮) / 소홍 역 (아역 : 서지희) - 천봉삼의 누나. 김학준의 첩
- 임형준 : 오득개 (吳得箇) 역 - 천소례의 남자
- 임대호 : 천가객주 보부상 역
- 송영재 : 멍개 역 - 천가객주 보부상
- 박효준 : 웃돌 / 암망치 역 - 천가객주 보부상

### 송파마방
- 정태우 : 선돌 (先乭) / 남선유 (南宣裕) 역 - 천가객주의 브레인
- 류담 : 곰배 역 - 부안 소금장수 출신의 천하장사
- 김명수 : 조성준 (趙成俊) 역 - 송파마방의 쇠살쭈(쇠살객주). 천봉삼에게 상도를 가르친 진정한 스승
- 박상면 : 송만치 역 - 송파마방 차인행수
- 양정아 : 방금이 역 - 조성준의 처
- 이달형 : 최돌이 역 - 송파마방의 감상칼짜(숙수)
- 방형주 : 왕발 역 - 송파마방 선인행수
- 상훈 : 방대 역
- 이충훈 : 막봉이 역
- 유다영 : 안동댁 역
- 이유진 : 문경댁 역
- 고규필 : 보부상 역
- 김기남 : 보부상 역
- 강인서 : 보부상 역

### 육의전
- 문가영 : 월이 (越梨) 역 - 조소사의 교전비
- 이덕화 : 신석주 (辛石周) 역 - 조선 최대의 거상이자 육의전 대행수
- 이원발 : 양범 역 - 신석주의 집사
- 김일우 : 맹구범 역 - 신가대객주의 차인행수
- 김종국 : 박서기 역
- 김학철 : 김학준 역 - 안동김문 서자 출신의 환전객주

### 선혜청
- 김규철 : 김보현 (金輔鉉) 역 - 선혜청 당상. 전형적인 탐관오리
- 임호 : 민겸호 (閔謙鎬) 역 - 선혜청 당상

### 그 외 인물
- 이루안 : 천유수 역 - 봉삼·서린의 아들
- 전헌태 : 청나라 세관원 역
- 김하균 : 평안도 의주부윤 김형중 / 전라도 관찰사 한해국 역
- 김승욱 : 정춘섭 역 - 함경도 단천 목기장
- 김덕현 : 양월성 역 - 함경도 북청 옹기장
- 최윤준
- 유병선
- 정병호
- 유종근 : 강원도 평강 객주 황재만 / 수검관장 오창두 역
- 박유승 : 장상익 역 - 함경도 함흥 장 객주
- 김영기 : 마치순 역 - 함경도 원산 객주
- 조위 얼브라이트 : 서양의 역
- 전진기
- 설지윤
- 오시은
- 김홍수 : 김용대 역 - 강원도 강릉 객주
- 이진목
- 최현태
- 배성진
- 한태일
- 기연호
- 한춘일
- 지성근
- 박승호
- 고인범 : 최대목 역 - 경기도 임방 최 접장
- 조인표 : 조항구 역 - 조소사의 오라버니
- 김진태 : 조순득 역 - 조소사의 아버지
- 서영탁 : 권진옥 역 - 강원도 인제 관아 수령
- 김관기 : 김주현 역 - 강원도 인제 관아 책방
- 맹호림 : 엄농춘 역 - 강원도 인제 지역의 향반
- 송보은 : 떡전이 역
- 최종윤
- 정동규 : 신갑수 역 - 풍등령 화적단 두령
- 백윤흠 : 유견장 역 - 풍등령 화적단 부두령
- 송승용 : 송홍부 역 - 풍등령 화적단 모사
- 이지현 : 간난이 역 - 국사당 무녀 매월의 신딸
- 이기열 : 청나라 세관장 역
- 김기두
- 김난주 : 송덕이 역 - 천봉삼, 천소례의 어머니
- 최지나 : 명성황후 (明成皇后) 역
- 인성호
- 정강희
- 강철성
- 라재웅
- 손종범 : 의금부 관원 역
- 변주현 : 일본 상인 시게미쓰 고로 역
- 신재도
- 주성환
- 이윤상
- 허정범
- 황상진
- 최승훈
- 제이 : 민영목 (閔泳穆) 역 - 경기도 광주부윤
- 안재모 : 민영익 (閔泳翊) 역 - 도승지
- 조성원 : 정씨(정낙업) 역 - 도승지 민영익의 집사
- 정재곤 : 완흥군 이재면 (完興君 李載冕) 역
- 김용운 : 홍계훈 (洪啓薰) 역 - 무예청 별감
- 송용태 : 양팔 역 - 매월 / 해주 / 개똥의 아버지
- 김태영 : 윤은재 역 - 전라도 부안 관아 수령
- 이찬희 : 조박로 역 - 전라도 부안 관아 책방
- 유인석 : 정천현 역 - 전라도 전주 객주인
- 서지연 : 공순 역 - 전라도 고창 무장 공순암자 보살
- 박세아 : 동기(김도연) 역 - 전라도 고창 무장 공순암자 공양주

### 특별 출연
- 김승수 : 천오수 역 - 천봉삼, 천소례의 아버지. 천가객주 객주인
- 이원종 : 길상문 역 - 길소개의 아버지. 천가객주 차인행수
- 최주봉 : 최막보 역 - 천가객주 선인행수

## 시청률
아래의 파란색 숫자는 '최저 시청률'이고, 빨간색 숫자는 '최고 시청률'입니다. 시청률조사회사와 지역별로 시청률에 차이가 있을 수 있습니다. 
| 2015년      | 2015년      | 2015년         | 2015년       | 2015년         | 2015년       |
| 회차        | 방송일      | TNmS 시청률    | TNmS 시청률  | AGB 시청률     | AGB 시청률   |
| 회차        | 방송일      | 대한민국(전국) | 서울(수도권) | 대한민국(전국) | 서울(수도권) |
| ----------- | ----------- | -------------- | ------------ | -------------- | ------------ |
| 제1회       | 9월 23일    | 5.2%           | 5.6%         | 6.9%           | 7.3%         |
| 제2회       | 9월 24일    | 4.5%           | 4.9%         | 5.9%           | 5.8%         |
| 제3회       | 9월 30일    | 4.1%           | 4.0%         | 6.0%           | 5.8%         |
| 제4회       | 10월 1일    | 4.3%           | 4.4%         | 6.7%           | 6.7%         |
| 제5회       | 10월 7일    | 6.9%           | 7.2%         | 7.8%           | 8.2%         |
| 제6회       | 10월 8일    | 7.4%           | 7.7%         | 9.5%           | 10.0%        |
| 제7회       | 10월 14일   | 8.7%           | 9.1%         | 11.1%          | 11.5%        |
| 제8회       | 10월 15일   | 8.4%           | 9.2%         | 10.0%          | 9.8%         |
| 제9회       | 10월 21일   | 8.1%           | 9.1%         | 9.9%           | 10.5%        |
| 제10회      | 10월 22일   | 8.0%           | 8.5%         | 10.9%          | 11.2%        |
| 제11회      | 10월 28일   | 8.2%           | 8.5%         | 10.1%          | 9.9%         |
| 제12회      | 11월 4일    | 7.7%           | 8.2%         | 11.1%          | 11.3%        |
| 제13회      | 11월 5일    | 7.8%           | 8.3%         | 10.2%          | 10.2%        |
| 제14회      | 11월 11일   | 7.9%           | 8.7%         | 11.3%          | 11.7%        |
| 제15회      | 11월 12일   | 9.5%           | 10.2%        | 12.1%          | 11.6%        |
| 제16회      | 11월 18일   | 8.4%           | 8.5%         | 12.0%          | 11.9%        |
| 제17회      | 11월 19일   | 8.0%           | 8.9%         | 11.7%          | 11.6%        |
| 제18회      | 11월 25일   | 8.6%           | 8.9%         | 12.2%          | 12.2%        |
| 제19회      | 11월 26일   | 9.2%           | 9.6%         | 13.0%          | 12.8%        |
| 제20회      | 12월 2일    | 8.1%           | 8.7%         | 12.4%          | 12.6%        |
| 제21회      | 12월 3일    | 9.7%           | 10.6%        | 12.2%          | 12.3%        |
| 제22회      | 12월 9일    | 8.4%           | 9.2%         | 11.6%          | 11.8%        |
| 제23회      | 12월 10일   | 8.5%           | 9.4%         | 11.4%          | 11.6%        |
| 제24회      | 12월 16일   | 8.4%           | 8.7%         | 10.6%          | 10.1%        |
| 제25회      | 12월 17일   | 7.4%           | 7.6%         | 11.6%          | 10.9%        |
| 제26회      | 12월 23일   | 7.7%           | 8.2%         | 11.7%          | 11.0%        |
| 제27회      | 12월 24일   | 7.6%           | 8.0%         | 11.0%          | 11.1%        |
| 2016년      |             |                |              |                |              |
| 제28회      | 1월 6일     | 7.7%           | 8.5%         | 9.8%           | 9.7%         |
| 제29회      | 1월 7일     | 8.8%           | 9.6%         | 11.4%          | 11.6%        |
| 제30회      | 1월 13일    | 8.0%           | 8.5%         | 10.7%          | 10.4%        |
| 제31회      | 1월 14일    | 9.2%           | 9.5%         | 11.4%          | 11.5%        |
| 제32회      | 1월 20일    | 8.4%           | 8.1%         | 10.8%          | 10.2%        |
| 제33회      | 1월 21일    | 9.8%           | 9.3%         | 11.5%          | 11.0%        |
| 제34회      | 1월 27일    | 9.1%           | 9.1%         | 10.2%          | 9.9%         |
| 제35회      | 1월 28일    | 9.9%           | 9.6%         | 11.8%          | 11.0%        |
| 제36회      | 2월 3일     | 9.1%           | 9.0%         | 11.2%          | 11.1%        |
| 제37회      | 2월 4일     | 9.9%           | 10.1%        | 11.4%          | 10.6%        |
| 제38회      | 2월 10일    | 8.7%           | 8.9%         | 10.4%          | 9.7%         |
| 제39회      | 2월 11일    | 8.4%           | 8.5%         | 11.1%          | 10.4%        |
| 제40회      | 2월 17일    | 8.5%           | 8.5%         | 10.4%          | 9.7%         |
| 제41회      | 2월 18일    | 8.8%           | 9.4%         | 11.2%          | 10.9%        |
| 평균 시청률 | 평균 시청률 | 8.1%           | 8.5%         | 10.6%          | 10.5%        |

## 참고 사항
- 본 드라마는 1983년 3월 28일 첫 회부터 1984년 1월 24일까지 월화드라마, 1984년 1월 31일부터 1984년 6월 19일 마지막회까지 화요드라마로 방송된 KBS 2TV 드라마 '객주'를 32년 만에 리메이크하여 소설가 김주영 작가의 원작 대하 소설인 '객주'를 그대로 극화한 광복 70주년 사극 드라마로 기획한 것이다.
- 방송 횟수가 총 41부작으로서, 지난 2010년 상반기에 방영한 '제빵왕 김탁구'에 이은 역대 최대 기록이다.
- KBS 드라마운영팀의 황의경 팀장의 인터뷰에서, "'장사의 신 - 객주 2015'의 후속작인 '태양의 후예'는 KBS가 야심차게 기획한 지상파 유일의 사전 제작 드라마이므로, 자체적으로 완성도에 기대가 높아, 해외 판권 독점 계약을 위한 사전 심의 기간을 염두에 두고, 북미와 유럽, 일본 등 동아시아 국가를 비롯한 전 세계 60여개 국에서 판권 계약을 체결하여, KBS와 SBS 등 각 방송사의 수목드라마 시청률과 화제성을 선점하기 위해 본방송 시점을 이듬해인 2016년 2월 24일로 최종 확정하였다"라고 덧붙였다.
- 한편, MBC의 수목드라마인 '그녀는 예뻤다' 종영 후 시청률 1위를 기록하는 기염을 토해냈지만, 젊은 층을 겨냥한 판타지 로코 드라마 위주로 일관했고,[3] 그 이후엔, SBS '리멤버 - 아들의 전쟁' 때문에, 본 드라마의 시청률이 한자릿수로 오락가락했다.

## 결방 사유 및 연장
- 2015년 10월 29일 : KBS 스포츠 2015년 한국시리즈 3차전 삼성 라이온즈 VS 두산 베어스 중계방송으로 인해 결방되었다.
- 2015년 12월 16일 : '장사의 신 - 객주 2015' 방송 분량이 당초 36부작으로 종영할 예정이었지만, 작품의 완성도를 높이기 위해서 41부작으로 변경되었다.[4]
- 2015년 12월 30일 : 2015 KBS 가요대축제 중계방송으로 인해 결방되었다.
- 2015년 12월 31일 : 2015 KBS 연기대상 중계방송으로 인해 결방되었다.

## 수상 경력
- 2015년 에이판 스타 어워즈 장편드라마부문 여자 우수연기상 김민정
- 2015년 KBS 연기대상 베스트 커플상 / 중편드라마부문 남자 우수연기상 장혁
- 2015년 KBS 연기대상 중편드라마부문 여자 우수연기상 김민정
- 2015년 KBS 연기대상 베스트 커플상 한채아
- 2015년 KBS 연기대상 남자 조연상 김규철
- 2016년 제28회 한국PD대상 제작부문상 미술 부문 (정홍국)

## 동시간대 경쟁작
MBC 수목 미니시리즈
- 《그녀는 예뻤다》 : 2015년 9월 16일 ~ 2015년 11월 11일
- 《달콤살벌 패밀리》 : 2015년 11월 18일 ~ 2016년 1월 14일
- 《한 번 더 해피엔딩》 : 2016년 1월 20일 ~ 2016년 3월 10일

SBS 드라마 스페셜
- 《용팔이》 : 2015년 8월 5일 ~ 2015년 10월 1일
- 《마을 - 아치아라의 비밀》 : 2015년 10월 7일 ~ 2015년 12월 3일
- 《리멤버 - 아들의 전쟁》 : 2015년 12월 9일 ~ 2016년 2월 18일